# Germariopsis andina
Germariopsis andina là một loài ruồi trong họ Tachinidae.